# Liste der Kulturgüter in Dinhard
Die Liste der Kulturgüter in Dinhard enthält alle Objekte in der Gemeinde Dinhard im Kanton Zürich, die gemäss der Haager Konvention zum Schutz von Kulturgut bei bewaffneten Konflikten, dem Bundesgesetz vom 20. Juni 2014 über den Schutz der Kulturgüter bei bewaffneten Konflikten sowie der Verordnung vom 29. Oktober 2014 über den Schutz der Kulturgüter bei bewaffneten Konflikten unter Schutz stehen.
Objekte der Kategorie A sind im Gemeindegebiet nicht ausgewiesen, Objekte der Kategorie B sind vollständig in der Liste enthalten, Objekte der Kategorie C fehlen zurzeit (Stand: 1. Januar 2023). Unter übrige Baudenkmäler sind weitere geschützte Objekte zu finden, die im Verzeichnis der Objekte von überkommunaler Bedeutung der kantonalen Denkmalpflege zu finden und nicht bereits in der Liste der Kulturgüter enthalten sind.

## Kulturgüter
| Foto |                                                                            | Objekt                                          | Kat. | Typ | Standort                        | Beschreibung |
| ---- | -------------------------------------------------------------------------- | ----------------------------------------------- | ---- | --- | ------------------------------- | ------------ |
| ja   | Datei hochladen · Wikidata zu Reformierte Kirche mit Pfarrhaus (Q29932550) | Reformierte Kirche mit Pfarrhaus KGS-Nr.: 07430 | B    | G   | Chileweg (1,) 3 700714 / 267881 |              |

## Übrige Baudenkmäler
| ID              | Foto |                                                                   | Objekt                                             | Kat.   | Typ | Standort                                     | Beschreibung |
| --------------- | ---- | ----------------------------------------------------------------- | -------------------------------------------------- | ------ | --- | -------------------------------------------- | ------------ |
| 21600061        |      | Datei hochladen                                                   | Schützenhaus, später Schullokal                    | C      | G   | Surrliweg 10 700792 / 267730                 |              |
| 21600063        |      | Datei hochladen                                                   | Ehemaliges Bauernhaus                              | C      | G   | Brunnenwiesenweg 2/6 700774 / 267768         |              |
| 21600071        |      | Datei hochladen                                                   | Ehemalige Schmiede                                 | C      | G   | Chileweg 4 700710 / 267845                   |              |
| 21600073        | ja   | Datei hochladen · Wikidata zu Reformiertes Pfarrhaus (Q133355740) | Reformiertes Pfarrhaus                             | B reg. | G   | Chileweg 1 700710 / 267908                   |              |
| 21600074        |      | Datei hochladen                                                   | Pfarrhausspeicher mit Schopf und Keller            | B reg. | G   | bei Chileweg 1 700724 / 267925               |              |
| 21600076        |      | Datei hochladen                                                   | Ehemalige Zehntenscheune                           | B reg. | G   | Grütstrasse 4 700702 / 267935                |              |
| 21600085        |      | Datei hochladen                                                   | Ehemalige Doppelscheune                            | C      | G   | bei Riedmühlestrasse 51 700617 / 267873      |              |
| 21600090        | ja   | Datei hochladen                                                   | Ehemaliges Bauernhaus                              | C      | G   | Noterenstrasse 16 700093 / 267871            |              |
| 21600092        | ja   | Datei hochladen                                                   | Ehemaliges Bauernhaus                              | C      | G   | Noterenstrasse 14 700071 / 267889            |              |
| 21600096        | ja   | Datei hochladen                                                   | Wohnhaus                                           | C      | G   | Zelgliweg 2 700046 / 267970                  |              |
| 21600111        | ja   | Datei hochladen                                                   | Ehemaliges Bauernhaus, Hausteil 1                  | C      | G   | Ebnetstrasse 23 700136 / 268115              |              |
| 21600143        | ja   | Datei hochladen                                                   | Bahnhof Dinhard, Aufnahmegebäude mit Güterschuppen | B reg. | G   | Sagiweg 33, Welsikon 698933 / 267782         |              |
| 21600164        | ja   | Datei hochladen                                                   | Ehemaliges Bauernhaus, Hausteil 1+2                | C      | G   | Trottenrain 10, Welsikon 698788 / 267907     |              |
| 21600178        | ja   | Datei hochladen                                                   | Wohnhaus                                           | C      | G   | Welsikerstrasse 50, Welsikon 699366 / 268042 |              |
| 216BRUNNEN00001 |      | Datei hochladen                                                   | Brunnen                                            | C      | K   | Eschlikon 699082 / 268944                    |              |

Legende: Im Wesentlichen siehe Legende der Liste der Kulturgüter von nationaler und regionaler Bedeutung, mit folgenden Ausnahmen:
- Anstelle der KGS-Nummer wird als Objekt-Identifikator (ID) die Inventarnummer im Verzeichnis der Objekte von überkommunaler Bedeutung des kantonalen Denkmalschutzamtes verwendet.
- Bei den Kategorien wird wie folgt unterschieden: B kant. = Objekt von kantonaler Bedeutung (Kanton Zürich); B reg. = Objekt von regionaler Bedeutung (Kanton Zürich).